# Konets Vetjnosti
Konets Vetjnosti (russisk: Конец Вечности) er en sovjetisk spillefilm fra 1987 af Andrej Jermasj.

## Medvirkende
- Oleg Vavilov — Andrew Harlan
- Gediminas Girdvainis — Cooper
- Georgij Zjzjonov — Laban Twissell
- Vera Sotnikova — Noÿs Lambent
- Boris Ivanov — Calculator